# Lüner SV
Lüner SV – niemiecki klub piłkarski, grający obecnie w Bezirkslidze Westfalen - Staffel 8 (odpowiednik ósmej ligi), mający siedzibę w mieście Lünen, leżącym w Nadrenii Północnej-Westfalii. W klubie poza piłką nożną istnieją też sekcje piłki ręcznej, siatkówki, judo, tenisa i gimnastyki.

## Historia
- 26.08.1945 - został założony jako Lüner SV
- 1991 - odłączenie się od klubu sekcji piłkarskiej jako Lüner SV Fußball

## Sukcesy
- 7 sezonów w Regionallidze West (2. poziom): 1963/64 i 1967/68-1972/73.
- mistrz Verbandsliga Westfalen - Gruppe Südwest (3. poziom): 1963 i 1967 (awanse do Regionalligi West).